# Peridot (cràter)
Peridot és un cràter sobre la superfície de (2867) Šteins, situat amb el sistema de coordenades planetocèntriques -25.1 ° de latitud nord i 336 ° de longitud est. Fa un diàmetre de 0.27 km. El nom va ser fet oficial per la UAI el nou de maig de 2012 i fa referència al peridot (o olivina), uns nesosilicats de ferro i magnesi